# Kaʻala
Der Kaʻala ([kəˈʔɐlə]) ist die höchste Erhebung der Insel Oʻahu im Archipel von Hawaii. Er liegt zwischen den Orten Haleʻiwa und Wai‘anae.
Er gehört zur Waiʻanae Range, einem erodierten Schildvulkan, im Westen der Insel und erreicht eine Höhe von 1220 m über dem Meer. Auf dem Gipfelplateau befindet sich eine Anlage der US-Luftfahrtbehörde FAA, die  von der US Army bewacht wird. Sie ist über eine befestigte Straße ausgehend von Waialua an der Nordwestküste Oʻahus erreichbar. Diese wurde in den 1940er Jahren gebaut und 2020 aufwendig repariert. Aus südlicher Richtung ist der Gipfel durch einen markierten, 11 km langen Wanderpfad zu erreichen, der am Ende der Waianae Valley Road beginnt. Er führt größtenteils durch dschungelartiges Gelände in einem Naturreservat. Der Gipfel bietet Ausblicke sowohl auf die North Shore als auch bis Honolulu.